# 22ª Divisione fanteria "Cacciatori delle Alpi"
La 22ª Divisione fanteria "Cacciatori delle Alpi" fu una grande unità di fanteria del Regio Esercito durante la seconda guerra mondiale.

## Storia
Le origini della divisione risalgono a quelle della Brigata fanteria "Cacciatori delle Alpi", creata l'14 marzo 1860 dall'incorporamento dei Cacciatori delle Alpi volontari nel 51º e 52º Reggimento fanteria "Alpi" dell'Armata Sarda che avevano preso parte alla seconda guerra di indipendenza. Con lo scioglimento nel 1871 delle brigate permanenti, i due Reggimenti vennero denominati rispettivamente 51º e 52º Reggimento Fanteria (Alpi). Nel 1881 la Brigata "Alpi" venne ricostituita tornando a inquadrare nei suoi ranghi il 51º e 52º Reggimento fanteria.
La Brigata "Alpi" prese parte alla Grande Guerra; in particolare nel 1918 venne inviata, al comando del colonnello brigadiere Giuseppe Garibaldi, sul fronte occidentale a combattere col II Corpo d'armata italiano in Francia del generale Albricci.
Comandanti della brigata nella prima guerra mondiale
- Maggior generale Teodorico Serra, dal 24 maggio all'11 dicembre 1915
- Maggior generale Felice Porta, dall'11 dicembre 1915 al 16 gennaio 1916
- Maggior generale Alessandro Saporiti, dal 29 gennaio 1916 al 31 maggio 1917
- Maggior generale Isidoro Zampolli, dall'll giugno al 24 luglio 1917
- Colonnello brigadiere Peppino Garibaldi, dal 1º agosto 1917 al termine della guerra.

Al termine della prima guerra mondiale, riconfigurata su base ternaria in esecuzione della legge 11 marzo 1926, incorporò anche l'81º Reggimento fanteria "Torino" della disciolta Brigata "Torino", assumendo il 25 novembre il nome di XXII Brigata di Fanteria. Nel 1939 il livello di brigata venne sciolto e venne costituita la 22ª Divisione fanteria "Cacciatori delle Alpi" sui due reggimenti di fanteria originari e sul 1º Reggimento artiglieria per Divisione di fanteria.

## Battaglia delle Alpi occidentali e campagna di Grecia
All'entrata dell'Italia nella seconda guerra mondiale la divisione venne schierata sul fronte delle Alpi occidentali, in Liguria, come riserva della 1ª Armata, dove non entrava mai in azione a causa della rapida capitolazione della Francia.
Nel gennaio 1941, con l'avanzare dei greci, venne inviata in Albania assegnata al IV Corpo d'Armata dell'11ª Armata del fronte dell'Epiro, per schierarsi a sbarramento della valle dell'Osum. Qui dal 25 gennaio si susseguirono furiosi attacchi del nemico, intenzionato ad aprirsi la strada della valle per impadronirsi di Berat. Dopo un primo arretramento, in febbraio la divisione si attestò sul fondo della valle, resistendo a reiterati attacchi, fino a marzo, quando la divisione contrattaccò con successo occupando Mali Spadarit e Bregu Gliulei tra il 9 ed il 10. Dal 15 aprile partecipava nella zona di Coriza all'offensiva generale italiana ed il 21 aprile attraversava la Vojussa bloccando, nella zona di Premeti, la ritirata del nemico verso il confine greco. Alla fine del mese venne dislocata prima a Coriza, poi sul confine greco-albanese tra Ersekë e Ponte Perat.

## Occupazione del Montenegro e crimini di guerra
In seguito all'invasione della Jugoslavia ed all'occupazione italiana del Montenegro, il 12 luglio 1941 fu proclamato a Cettigne, sotto il protettorato dell'Italia, il Regno di Montenegro. Il 13 luglio la popolazione montenegrina insorse, sotto la guida del Colonnello dei Cetnici, Dragoljub Mihailović, del Partito Comunista Jugoslavo e di un gruppo di ex-ufficiali dell'esercito jugoslavo. In risposta all'occupazione delle campagne ed alla cattura di armi italiane, il Regio Esercito dispose il trasferimento in Montenegro il XIV Corpo d'Armata composto dalle divisioni "Emilia", "Pusteria", "Puglie", "Taro", "Venezia" ed appunto la "Cacciatori delle Alpi", a disposizione del governatore civile e militare Gen. C.A. Alessandro Pirzio Biroli. La 22ª Divisione fanteria nel luglio del 1941 venne assegnata alla zona di Podgorica, poi a settembre in Dalmazia tra Spalato e Sebenico, dove partecipa ad un'ampia operazione di rastrellamento, integrata da numerose unità MVAC. Nell'ambito di queste operazioni la divisione si macchiò di efferati crimini di guerra per i quali Pirzio Biroli fu dichiarato "criminale di guerra" dalla RSFJ, pur senza che lo Stato italiano non autorizzasse mai l'estradizione. A dicembre la divisione venne trasferita in Croazia a Metcovich, dove venne impiegata, da aprile a giugno 1942, nell'Operazione "Trio" contro i partigiani. Trasferita nella Provincia di Lubiana annessa al Regno d'Italia, venne anche qui impiegata in grandi operazioni di polizia. Alla proclamazione dell'armistizio di Cassibile, la divisione si portò da Lubiana a Fiume, dove venne sciolta l'11 settembre 1943.
Il nome di due Comandanti della Divisione "Cacciatori delle Alpi" figurano nell'elenco CROWCASS (Central Registry of War Criminals and Security Suspects) compilato dagli Alleati Anglo-Americani delle persone ricercate dalla Jugoslavia per crimini di guerra.

## Ordine di battaglia: 1940/43
- Comando della fanteria divisionale (Gen. B. Luigi Maggiore Perni dal 1º marzo 1942, già com.te del 52 fanteria dal 16 marzo 1941)
- 51º Reggimento fanteria "Alpi"
- 52º Reggimento fanteria "Alpi"
- 105ª Legione d'Assalto di CC.NN.[4]
  - CIV Battaglione d'assalto di CC.NN. "S. Trotti"
  - CV Battaglione d'assalto di CC.NN. "B. Maggioni"
- 1º Reggimento artiglieria "Cacciatori delle Alpi"
- XXII Battaglione mortai da 81
- 22ª Compagnia cannoni controcarro semoventi L40
- 56ª Compagnia genio
- 22ª Compagnia mista telegrafisti/marconisti
- 25ª Sezione sanità
- 26ª Sezione sussistenza
- 20ª Sezione panettieri

## Comandanti: 1940-1943
- Gen. D. Mario Caracciolo
- Gen. D. Nicolò Giacchi
- Gen. D. Giovanni Zanghieri (9 settembre 1937 - 26 settembre 1939)
- Gen. D. Dante Lorenzelli (1º ottobre 1939 - 9 settembre 1940)
- Gen. D. Giovanni Pivano (10 settembre 1940 - 14 giugno 1942)
- Gen. D. Vittorio Ruggero (15 giugno 1942 - 29 luglio 1943)
- Gen. B. Luigi Maggiore-Perni (30 luglio - 9 settembre 1943)